# Fladdermusseglare
Fladdermusseglare (Neafrapus boehmi) är en fågel i familjen seglare.

## Utseende
Fladdermusseglare är en liten (10 cm) seglare med ett mycket speciellt utseende: stort huvud, mycket kort och tvärt avskuren stjärt med taggar som sticker ut 3,5 mm och långa vingar med krökta spetsar och djupt utbuktade handpennor, men skarpt innupna mot kroppen. Fjäderdräkten är svartbrun ovan med en bred vit övergump, bredare än hos stumpseglare. Undersidan är vit med kontrasterande grå strupe och svarta flanker.

## Utbredning och systematik
Arten delas in i två underarter:
- Neafrapus boehmi boehmi – förekommer från Angola till södra Kongo-Kinshasa, västra Tanzania och norra Zambia.
- Neafrapus boehmi sheppardi –  förekommer från sydöstra Kenya till södra Tanzania, Moçambique och nordöstra Sydafrika.

## Levnadssätt
Fladdermusseglare hittas i låglänta områden, ofta vid öppna och torra savanner med baobabträd och miombo, men även i öppningar och skogsbryn i tätare städsegrön skog. Liksom andra seglare fångar den insekter i luften.  Den är mycket social och ses ofta med andra arter som kamvingesvalor i Psalidoprocne, baobabseglare och afrikansk palmseglare.

## Status och hot
Arten har ett stort utbredningsområde, men tros minska i antal, dock inte tillräckligt kraftigt för att den ska betraktas som hotad. Internationella naturvårdsunionen IUCN listar arten som livskraftig (LC).

## Namn
Fågelns vetenskapliga artnamn hedrar den tyske upptäcktsresanden och zoologen Richard Böhm.

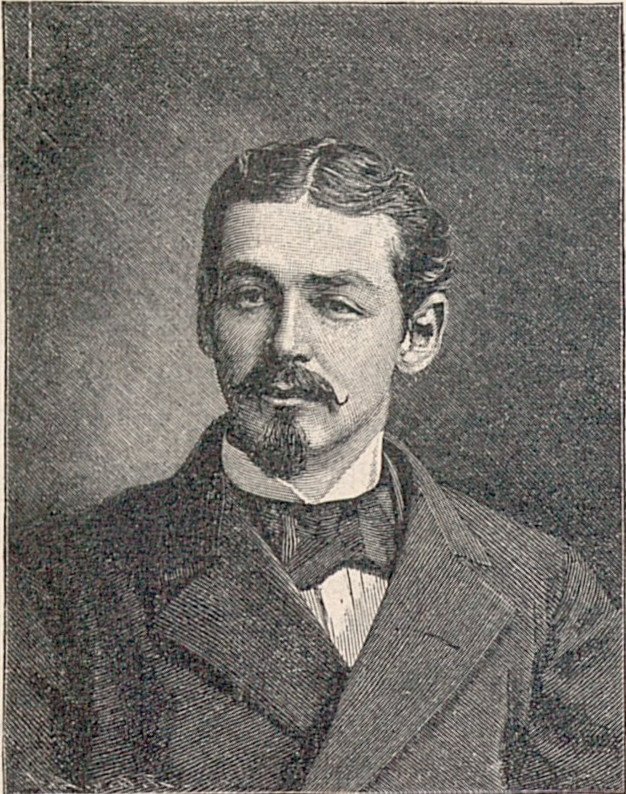
Fågeln svenska och vetenskapliga namn hedrar den tyske upptäcktsresanden och zoologen Richard Böhm.